# Den anden verden (julekalender)
 For alternative betydninger, se Den anden verden (flertydig). (Se også artikler, som begynder med Den anden verden)
Den anden verden er en familiejulekalender, som blev sendt på DR1 fra den 1. til 24. december 2016.
Optagelserne gik i gang i november 2015, og de sidste optagelser blev afsluttet torsdag den 30. juni 2016 på Egeskov Slot.
Manuskriptet er skrevet af Bo Hr. Hansen og Nikolaj Scherfig, som ligeledes har stået bag Jesus og Josefine (2003) og Mikkel og Guldkortet (2008). Serien er instrueret af Lars Kaalund, som også står bag tv-serien Rita.
I hovedrollerne er Fanny Leander Bornedal, som spiller Anna, og Caroline Vedel Larsen, som spiller Sara. Udover dem spiller også Lars Brygmann, Christine Albeck Børge, Jacob August Ottensten, Andreas Jessen m.fl. med i julekalenderen.

## Handling
Tvilingepigerne Anna og Sara forbereder sig til juleforestillingen på Det Gyldne Teater, som deres mor styrer. Sara spiller hovedrollen som Tornerose. Anna har sceneskræk og er derfor sufflør. Da Sara slår hovedet og falder i vandet, kommer hun ind i en anden verden baseret på brødrene Grimms eventyr. Da hun vågner op igen, finder hun ud af at styre, hvordan hun kommer ind i verdenen, og hvordan hun kommer ud. Hun giver Anna opgaven at vække hende fra den anden verden.
Sara starter med at være i eventyret "Snehvide og de syv små dværge", men senere hen kommer hun også med i "Askepot", "Hans og Grete" og et ukendt opdigtet eventyr. Anna kommer senere også hen i den anden verden.
Sara bliver mere og mere interesseret i den anden verden og prinsen, så da hun skal spille sin rolle på Det Gyldne Teater ødelægger hun det for sig selv. Sponsoren, som også har en datter der er med, klager over hendes optræden, og Anna må træde til.

## Medvirkende
| Rolle         | Skuespiller                   |
| ------------- | ----------------------------- |
| Sara          | Caroline Vedel                |
| Anna          | Fanny Bornedal                |
| Rikke         | Christine Albeck Børge        |
| Philip        | Lars Brygmann                 |
| Janus         | Jacob August Ottensten        |
| Emma          | Katrine Lund Filopovich       |
| Albert        | Albert Rudbeck Lindhardt      |
| Sonja         | Elsebeth Steentoft            |
| Mikkel        | Christian Tafdrup             |
| Camilla       | Laura Wendel Nielsen Thygesen |
| Søren         | Dan Zahle                     |
| Prinsen       | Andreas Jessen                |
| Pede          | Joel Hyrland                  |
| Otto          | Dan Jakobsen                  |
| Dronningen    | Sofie Gråbøl                  |
| Ludwig        | Kristian De Linde             |
| Heinz         | Sigrid Husjord                |
| Ekhard        | Tina Quist Nerengård          |
| Sigfried      | Andreas Nicolai Petersen      |
| Karl          | Ann Smith                     |
| Bernd         | Leif Bach Sørensen            |
| Hoftjener     | Niels Anders Thorn            |
| Stedsøster    | Rosalinde Mynster             |
| Stedsøster    | Molly Blixt Egelind           |
| Spejlet       | Nicolas Bro                   |
| Vagt          | Behruz Banissi                |
| Vagt          | Gerard Bidstrup               |
| Vagt          | Janus Kim Elsig               |
| Vagt          | Kristoffer Fabricius          |
| Jæger         | Peter Christoffersen          |
| Heksen        | Kirsten Lehfeldt              |
| Tjenestepige  | Lise Baastrup                 |
| Sygeplejerske | Regitze Estrup                |
| Læge          | Jesper Hyldegaard             |
| Præsten       | Paul Hüttel                   |
| Rødhætte      | Alfa Liv Ottesen              |
| Ambulancelæge | Philip Antonakakis            |
| Ældre dame    | Lene Axelsen                  |
| Håndværker    | Kristian Fjord                |
| Dreng         | Sander Herstad Lauridsen      |
| Jacob Link    | Christian Gade Bjerrum        |
| Gammel kone   | Helle Hertz                   |
| Karls stemme  | Lars Ranthe                   |